# Porphyrinia grata
Porphyrinia grata är en fjärilsart som beskrevs av Achille Guenée 1852. Porphyrinia grata ingår i släktet Porphyrinia och familjen nattflyn. Inga underarter finns listade i Catalogue of Life.